# STS-74
STS-74 — космический полёт МТКК «Атлантис» по программе «Спейс Шаттл».

## Экипаж
- Кеннет Камерон (Kenneth D. Cameron) (3), Командир
- Джеймс Холселл (James D. Halsell) (2), Пилот
- Джерри Росс (Jerry L. Ross) (5), Специалист миссии
- Уильям Макартур (William S. McArthur Jr.) (2), Специалист миссии
- Кристофер Хэдфилд (Chris A. Hadfield) (1), Специалист миссии

### Вторая стыковка со станциейМИР, установка стыковочного модуля для Шаттлов
- Стыковка: 15 ноября 1995, 06:27:38 всеобщее координированное время
- Расстыковка: 18 ноября 1995, 08:15:44 всеобщее координированное время
- Продолжительность стыковки: 3 суток 1 час 48 минут 6 секунд